# یورگن اکلنکمپ
یورگن اکلنکمپ (انگلیسی: Jurgen Ekkelenkamp؛ زادهٔ ۵ آوریل ۲۰۰۰) بازیکن فوتبال اهل پادشاهی هلند است.
از باشگاه‌هایی که در آن بازی کرده است می‌توان به باشگاه فوتبال هرتابرلین، باشگاه فوتبال اودینزه، باشگاه فوتبال یانگ آژاکس، باشگاه فوتبال رویال آنتورپ و باشگاه فوتبال آژاکس آمستردام اشاره کرد.
وی همچنین در تیم‌های ملی فوتبال زیر ۱۵سال هلند، زیر ۱۶ سال هلند، زیر ۱۸ سال هلند، زیر ۱۹ سال هلند، زیر ۲۰ سال هلند و زیر ۲۱ سال هلند بازی کرده است.